# Avion présidentiel brésilien

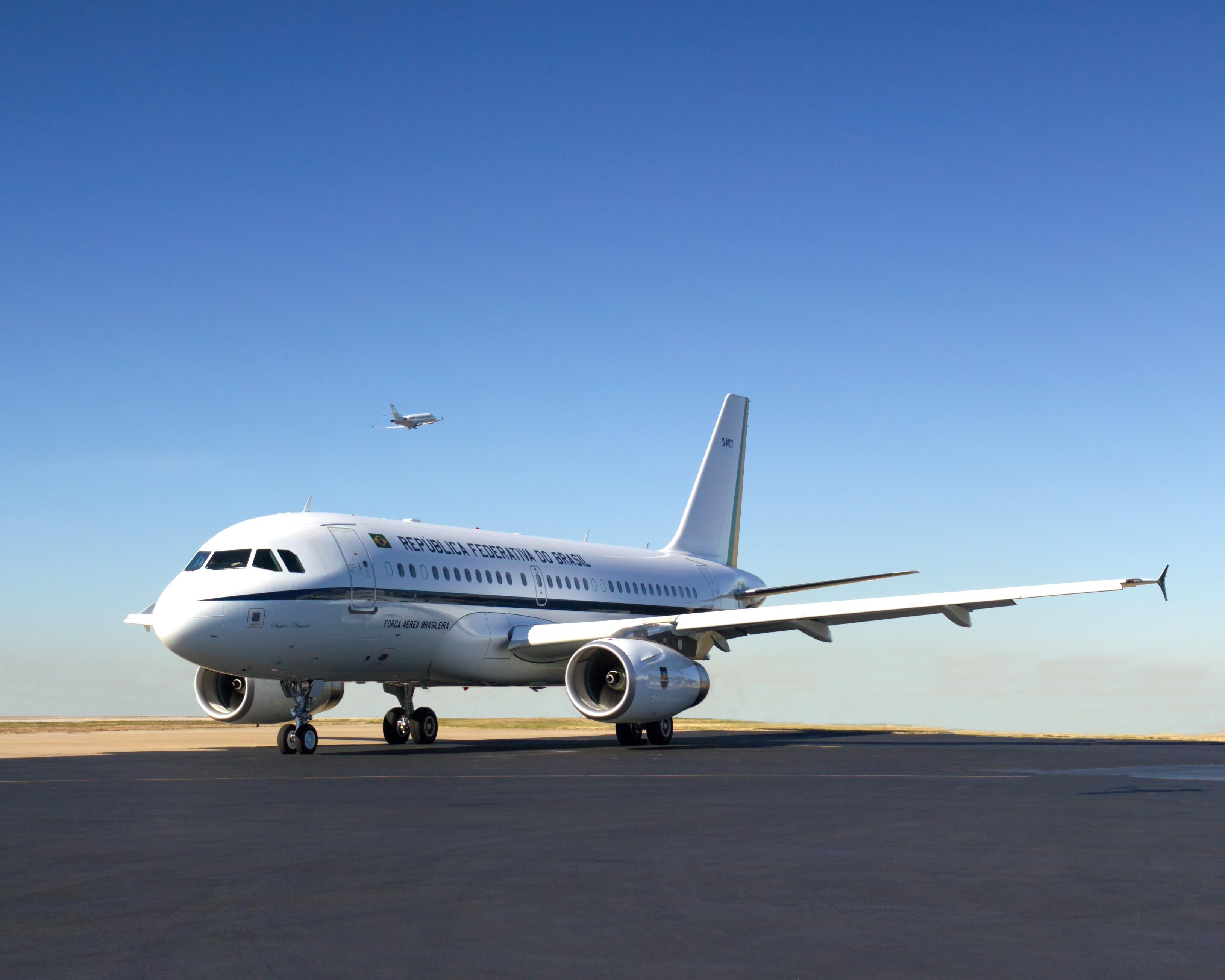
Le Santos-Dumont.

L'avion présidentiel brésilien est un avion de l'Armée de l'air brésilienne dédié aux déplacements aériens du Président du Brésil. Il s'agit depuis le 15 janvier 2005 d'un Airbus A319CJ désigné par la force aérienne brésilienne sous le code VC1A, et officiellement baptisé le Santos-Dumont, du nom du pionnier de l'aviation franco-brésilien Alberto Santos-Dumont. La flotte est basée à la base de la force aérienne brésilienne (BABR).

## Historique
Le Brésil possède un avion présidentiel depuis 1941, quand Getúlio Vargas acheta un Lockheed Lodestar. En 1959, le président Juscelino Kubitschek le remplaça avec deux Vickers Viscounts. En 1967, Arthur da Costa e Silva fit l'acquisition d'un BAC-111, qui a été utilisé jusqu'en 1976, quand le président Ernesto Geisel les remplaça par deux Boeing 737-200. En 1986, la force aérienne brésilienne réaménagea l'un de ses quatre KC-137 (une version militaire du Boeing 707, comme le KC-135) pour servir d'avion présidentiel.
Ce KC-137 fut utilisé jusqu'en mai 2003, quand le président Luiz Inácio Lula da Silva le remplaça par un nouveau Airbus A319 Corporate Jetliner.
Ce modèle entièrement réaménagé de l'Airbus A319 fut nommé « Santos-Dumont », d'après l'aviateur brésilien Alberto Santos-Dumont mais le coût élevé de aménagement le fit surnommer par ses critiques « Aero-Lula ». Quand l'avion transporte le président du Brésil, il utilise le code FAB 001.

## Flotte
Le Airbus A319 FAB 001 est considéré comme un avion militaire et fait partie du « Groupe de transport spécial » (Grupo de Transporte Especial), un groupe aérien des forces aériennes brésiliennes chargé du transport du président, du vice-président et des principaux ministres du gouvernement. Ce groupe comprend trois escadrons : GTE-1, GTE-2 et GTE-3. En plus du « Santos Dumont », qui est principalement utilisé pour les vols internationaux ou de longue distance (utilisé dans le GTE-1), le groupe comprend également 21 autres avions :
- Deux Boeing 737-2N3 (VC-96) aménagés pour le transport de VIP, utilisé pour les voyages présidentiels à l'intérieur du Brésil (GTE-1).
- Deux hélicoptères présidentiels Super Puma (VH-34) aménagés pour le transport de VIP, utilisés dans le GTE-3.
- Deux avions Embraer ERJ 145 (VC-99C) aménagés pour le transport de VIP, utilisés dans le GTE-2.
- Dix avions Embraer ERJ 145 (C-99A) utilisés dans le GTE-2.
- Deux hélicoptères HB-355 Esquilo (VH-55) utilisé dans le GTE-3.
- Trois jets Gates Learjet 35 (VU-35) utilisé dans le GTE-2.

## Chronologie des appareils
- 1941 - Lockheed L-18 Lodestar C-66 FAB VC 66, acquis sous la présidence de Getúlio Vargas;
- 1954 - Vickers Viscount FAB VC 90, deux appareils acquis sous la présidence de Juscelino Kubitschek;
- 1968 - BAC 1-11 FAB VC 92, acquis sous la gouvernance du maréchal Arthur da Costa e Silva;
- 1976 - Boeing 737-200 FAB VC 96, deux appareils acquis sous la gouvernance du général Ernesto Geisel, baptisés le Sucatinha;
- 1986 - Boeing 707-320c FAB KC 137 - deux appareils sous la présidence de José Sarney, baptisés Sucatão;
- 2005 - Airbus A319CJ FAB VC1A - avion présidentiel actuel pour les vols internationaux, commandé sous la présidence de Lula.